# Wolica (gromada w powiecie kieleckim)
Wolica – dawna gromada, czyli najmniejsza jednostka podziału terytorialnego Polskiej Rzeczypospolitej Ludowej w latach 1954–1972.
Gromady, z gromadzkimi radami narodowymi (GRN) jako organami władzy najniższego stopnia na wsi, funkcjonowały od reformy reorganizującej administrację wiejską przeprowadzonej jesienią 1954 do momentu ich zniesienia z dniem 1 stycznia 1973, tym samym wypierając organizację gminną w latach 1954–1972.
Gromadę Wolica z siedzibą GRN w Wolicy (obecnie w obrębie Kielc) utworzono – jako jedną z 8759 gromad na obszarze Polski – w powiecie kieleckim w woj. kieleckim, na mocy uchwały nr 13c/54 WRN w Kielcach z dnia 29 września 1954. W skład jednostki weszły obszary dotychczasowych gromad Wolica i Tokarnia ze zniesionej gminy Korzecko i Ostrów
ze zniesionej gminy Morawica w powiecie kieleckim oraz Siedlce (bez osiedla Wojkowice i parcelacji Wojkowice) ze zniesionej gminy Sobków w powiecie jędrzejowskim. Dla gromady ustalono 27 członków gromadzkiej rady narodowej.
1 stycznia 1969 do gromady Wolica przyłączono wsie Feliksówka, Lelusin, Łukowa i Wojkowiec ze zniesionej gromady Łukowa, przyłączonej tego samego dnia do powiatu kieleckiego z powiatu jędrzejowskiego.
Gromada przetrwała do końca 1972 roku, czyli do kolejnej reformy gminnej.